# 中非共和國伊斯蘭教
伊斯蘭教，是中非共和國第二大宗教，大約全國9%人口信仰，多數穆斯林生活在該國東北方靠近乍得和蘇丹的邊界，遵循遜尼派馬里基法學。

## 歷史
伊斯蘭教最早是17世紀阿拉伯奴隸商人引入，把奴隸出口至北非和沿剛果河出口至南方。